# Albert Pflügl
Albert Pflügl, celým jménem Albert Karl Dismas von Pflügl (24. ledna 1818 Linec – 5. března 1886 Peuerbach), byl rakouský římskokatolický duchovní a politik německé národnosti, v 2. polovině 19. století poslanec Říšské rady.

## Biografie
Vystudoval teologii v Linci. 30. ledna 1841 byl vysvěcen na kněze. Působil jako kooperátor v Lauffenu a Eferdingu. Od roku 1844 byl kooperátorem při městském farním kostele v Linci. V letech 1850–1883 působil jako farář v Sankt Georgen im Attergau. V roce 1851 se stal děkanem a školním okrskovým dozorcem v děkanátu Frankenmarkt. Od roku 1883 do roku 1886 byl farářem a děkanem v Peuerbachu. V letech 1849–1850 byl redaktorem listu Katholische Blätter, Založil list Volksblatt für Religion und Gesetz. Roku 1858 získal Zlatý záslužný kříž s korunou. Četné obce mu udělily čestné občanství. Měl titul papežského komořího a konzistorního rady.
Zasedal jako poslanec Hornorakouského zemského sněmu, kam nastoupil roku 1864 za kurii venkovských obcí, obvod Vöcklabruck. Členem sněmu zůstal do roku 1866. Opět se na sněm vrátil roku 1870 za týž obvod a setrval zde do roku 1883. V roce 1871 byl členem zemského výboru. Patřil mezi katolické konzervativce.
Byl i poslancem Říšské rady (celostátního parlamentu Předlitavska), kam nastoupil v prvních přímých volbách roku 1873 za kurii venkovských obcí v Horních Rakousích, obvod Wels, Vöcklabruck atd. Mandát zde obhájil ve volbách roku 1879. V roce 1873 se uvádí jako šlechtic Albert von Pflügl, konzistorní rada, děkan a farář, bytem Sankt Georgen im Attergau.
V roce 1873 zastupoval v parlamentu opoziční blok. V roce 1878 zasedal v poslaneckém Hohenwartově klubu (tzv. Strana práva, která byla konzervativně a federalisticky orientována). Jako konzervativec se uvádí i po volbách v roce 1879. V listopadu 1881 přešel do nově utvořeného Liechtensteinova klubu (oficiálně Klub středu), který byl více katolicky, sociálně reformně a centristicky orientovaný.
Zemřel v březnu 1886.